# 시공의 패자: 사가 3
《시공의 패자: 사가 3》는 스퀘어가 제작한 게임보이용 롤플레잉 비디오 게임이다. 《사가》 시리즈 세 번째이자 게임보이로 발매된 마지막 작품으로, 1991년 12월 13일 일본에서 처음 출시됐다. 북미 지역에선 《파이널 판타지 레전드 III》라는 제목으로 발매됐다.
게임 개발은 1990년 슈퍼 패미컴용 《로맨싱 사가》와 함께 시작했으며, 시리즈 제작자 카와즈 아키토시가 참여하지 않고 대신 스퀘어가 신설한 오사카 개발부가 제작했다.
2011년, 락진이 닌텐도 DS로 개발한 리메이크가 'Shadow or Light'라는 부제와 함께 출시됐다. 2020년, 닌텐도 스위치 및 마이크로소프트 윈도우로 발매된 《더 사가 컬렉션》에 다른 게임보이 두 작품과 함께 수록됐다.

## 반응

### 흥행
일본 잡지 〈패미통〉에서 《사가 3》는 1991년 12월부터 1992년 1월까지 최고 판매 순위에 머물렀다.

## 참조

### 내용주
1. ↑  時空の覇者 サ・ガ3
2. ↑  영어: Final Fantasy Legend III